# Suriga
Suriga är ett släkte av fjärilar. Suriga ingår i familjen tandspinnare.
Kladogram enligt Catalogue of Life:
| Suriga | \| \| Suriga celebensis \| \| \| \| \| \| Suriga suriga \| \| \| \| |
|        | \| \| Suriga celebensis \| \| \| \| \| \| Suriga suriga \| \| \| \| |
|        | Suriga celebensis                                                   |
|        |                                                                     |
|        | Suriga suriga                                                       |
|        |                                                                     |